# Stevens (Pensilvania)
Stevens es un lugar designado por el censo ubicado en el condado de Lancaster en el estado estadounidense de Pensilvania. En el Censo de 2010 tenía una población de 612 habitantes y una densidad poblacional de 151,76 personas por km².

## Geografía
Stevens se encuentra ubicado en las coordenadas 40°12′55″N 76°10′10″O / 40.21528, -76.16944. Según la Oficina del Censo de los Estados Unidos, Stevens tiene una superficie total de 4.03 km², de la cual 4.03 km² corresponden a tierra firme y (0%) 0 km² es agua.

## Demografía
Según el censo de 2010, había 612 personas residiendo en Stevens. La densidad de población era de 151,76 hab./km². De los 612 habitantes, Stevens estaba compuesto por el 96.73% blancos, el 0% eran afroamericanos, el 0.16% eran amerindios, el 2.45% eran asiáticos, el 0% eran isleños del Pacífico, el 0.49% eran de otras razas y el 0.16% pertenecían a dos o más razas. Del total de la población el 1.63% eran hispanos o latinos de cualquier raza.